# 瓦尔索讷
瓦尔索讷（法語：Valsonne，法語發音：[valsɔn]）是法国罗讷省的一个市镇，属于索恩河畔自由城区。

## 地理
瓦尔索讷（45°56'47"N, 4°25'47"E）面积18.25 平方千米，位于法国奥弗涅-罗讷-阿尔卑斯大区罗讷省，该省份为法国中东部省份，北起顺时针与索恩-卢瓦尔省、安省、里昂大都会、伊泽尔省和卢瓦尔省接壤。
与瓦尔索讷接壤的市镇（或旧市镇、城区）包括：圣阿波利奈尔、昂普勒皮、罗诺、迪耶姆、圣克莱芒-叙瓦尔索讷、塔拉尔、莱索瓦日。

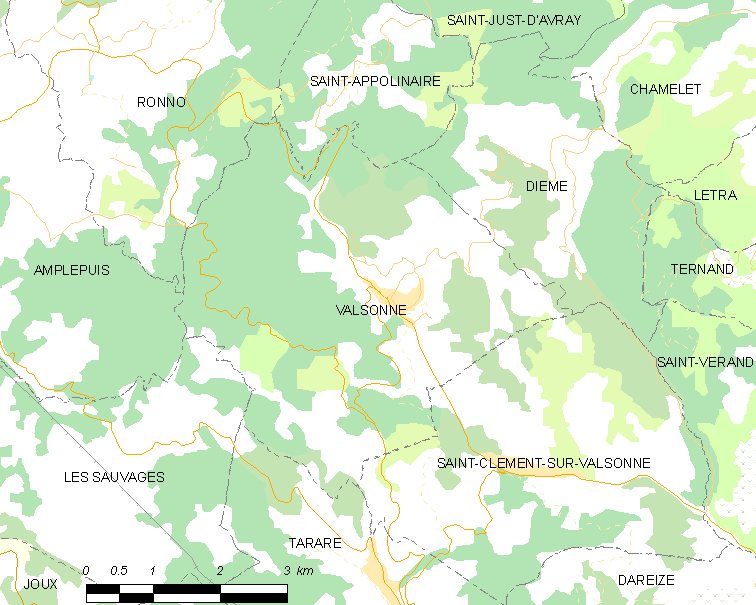
瓦尔索讷的OSM定位图

瓦尔索讷的时区为UTC+01:00、UTC+02:00（夏令时）。

## 行政
瓦尔索讷的邮政编码为69170，INSEE市镇编码为69254。

## 政治
瓦尔索讷所属的省级选区为塔拉尔县。

## 人口

1962-2008年间瓦尔索讷人口变化图示

瓦尔索讷于2022年1月1日时的人口数量为994人。